# Манастир Дивостин
Манастир Дивостин је женски манастир Српске православне цркве, припада Епархији Шумадијској.
Манастир Дивостин, посвећен Благовестима, се налази у насељу Дивостин које је удаљено 6 km од Крагујевца. Благовештенски храм Манастира Дивостин је подигнут 1974. године, и то на месту где су се у прошлости већ налазиле манастирске цркве. Од свога оснивања био је женски манастир, због чега је и назван Дивостин (дијевин стан).
Старешина манастира је мати игуманија Анастасија (Луковић), са сестринством на челу од 2012. године.

## Историја
Питање, да ли се црквени топоним Διβισισχον, из повеље византијског цара Василија II о организацији Охридске архиепископије после слома Самуиловог царства (почетак XI века), односи на Дивостин код Крагујевца, како су мислили неки научници (Стојан Новаковић), још увек није разрешено. На то да су тада овде постојале хришћанска црква и парохија, може упућивати и посвећење ранијих храмова цару Константину и царици Јелени, светитељима најзаслужнијим за ширење хришћанства. Да је ово место због повољног комуникацијског положаја, од давнина било живо, сведоче археолошки остаци неолитског и римског насеља. обновљен је у време деспота Стефана Лазаревића, на почетку 15. века.
О животу Манастира од 15. до 18 века сачувано је мало историјских података, једино се помиње у сведочанствима на почетку 18 века. Несумњиво је био у тесној вези са суседним манастиром Драчом, чији ће метох бити касније.
Подстрек за обнову светиње у Дивостину дало је монаштво манастира Драче и градња је потрајала све до 1873. године. 1958. црква је претворена у Манастир посвећена Св. цару Константину и СВ. царици Јелени а срушена је 1969. Нова црква је подигнута 30. маја 1974. године а освештао ју је Епископ Шумадијски Валеријан.
Од 1994. до 2002. године под окриљем манастира је било Сиротиште, или Дом за децу без родитеља, девојчице, ратну сирочад.
Манастир Дивостин ужива надалеко поштовање нашег народа. Веровање народа, да је код манастира погребен један српски светитељ и да је извор, познат у народу као Светиња, целитељниј. Портрет у рељефу краља Милана Обреновића (1854—1901), постављен изнад извора воде Светиња, рад је познатог српског вајара Симеона Роксандића.

## Архитектура и сликарство
Пројекат за подизање нове цркве урадио је архитекта Драгомир Тадић, у облику триконхоса са јако издуженим главним бродом. Од подизања 1974. године сређивана је и украшавана, живописали су је 1978. и 1979. године јеромонах Данило Марунић и Момир Кнежевић. Живопис је ктиторски прилог епископа шумадијског др Саве (1977—2001) за покој душе оцу Василију и мајци Милици.
Престоне иконе на иконостасу рад су монахиње Јефимије. Резбарени иконостасни оквир урадио је Милић Урошевић. Изнад улазног портала 2001. године постављена је мозаичка икона Благовести, рад сликара Мише Младеновића. Живопис манастирске капеле Светих цара Константина и царице Јелене у конаку, подигнутом осамдесетих година 20. века, насликала је и манастиру поклонила иконописна радионица Матеја Минића из Београда.
Портрет у рељефу краља Милана Обреновића (1854—1901), постављен изнад извора воде Светиња, посвећеног Пресветој Богородици који је и данас поштован у народу као целитељниј, рад је познатог српског вајара Симеона Роксандића. Аутори мозаичке иконе су Миљан и Јекатерина Милетић. У манастиру Дивостину одржано је између два светска рата више богомољачких сабора о којима је писао свети владика Николај Жички у књизи Диван.

## Галерија
- Улазна капија
- Манастирска црква
- Манастирска црква
- Манастирски конаци
- Стари конак